# Sand-Mohn
Der Sand-Mohn (Papaver argemone) ist eine Pflanzenart aus der Gattung Mohn (Papaver) innerhalb der Familie der Mohngewächse (Papaveraceae).

## Beschreibung

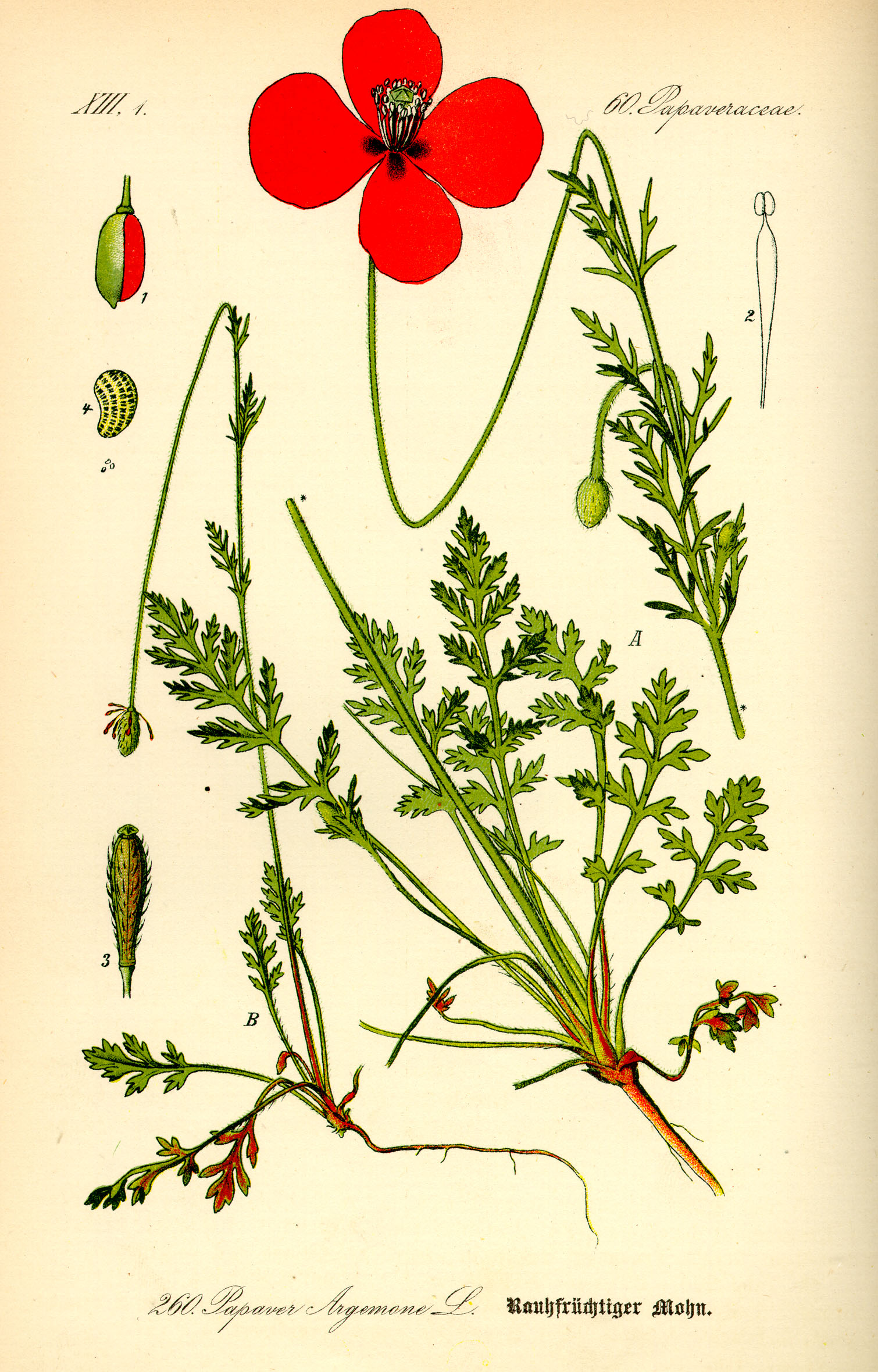
Illustration

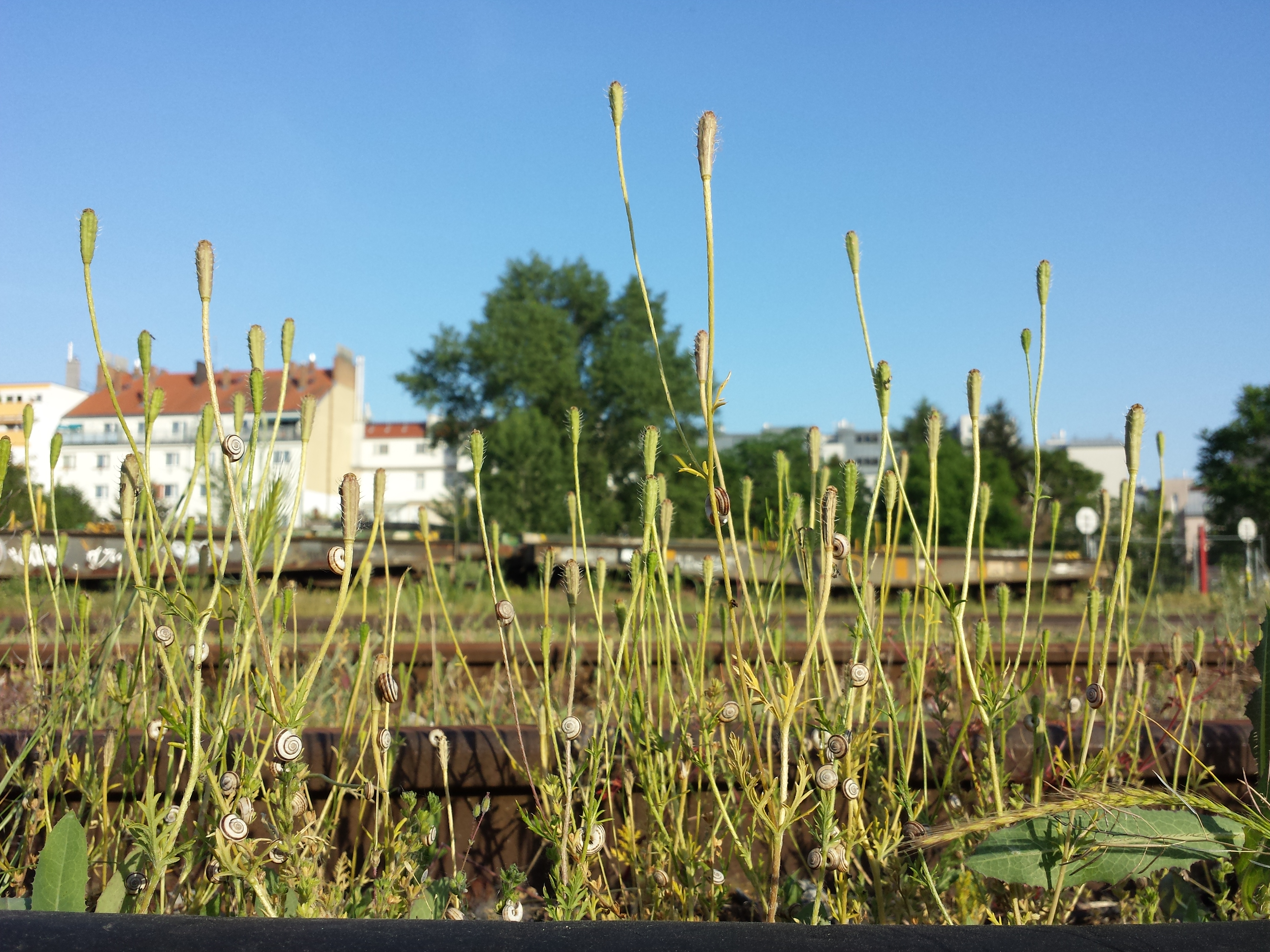
Habitus fruchtend

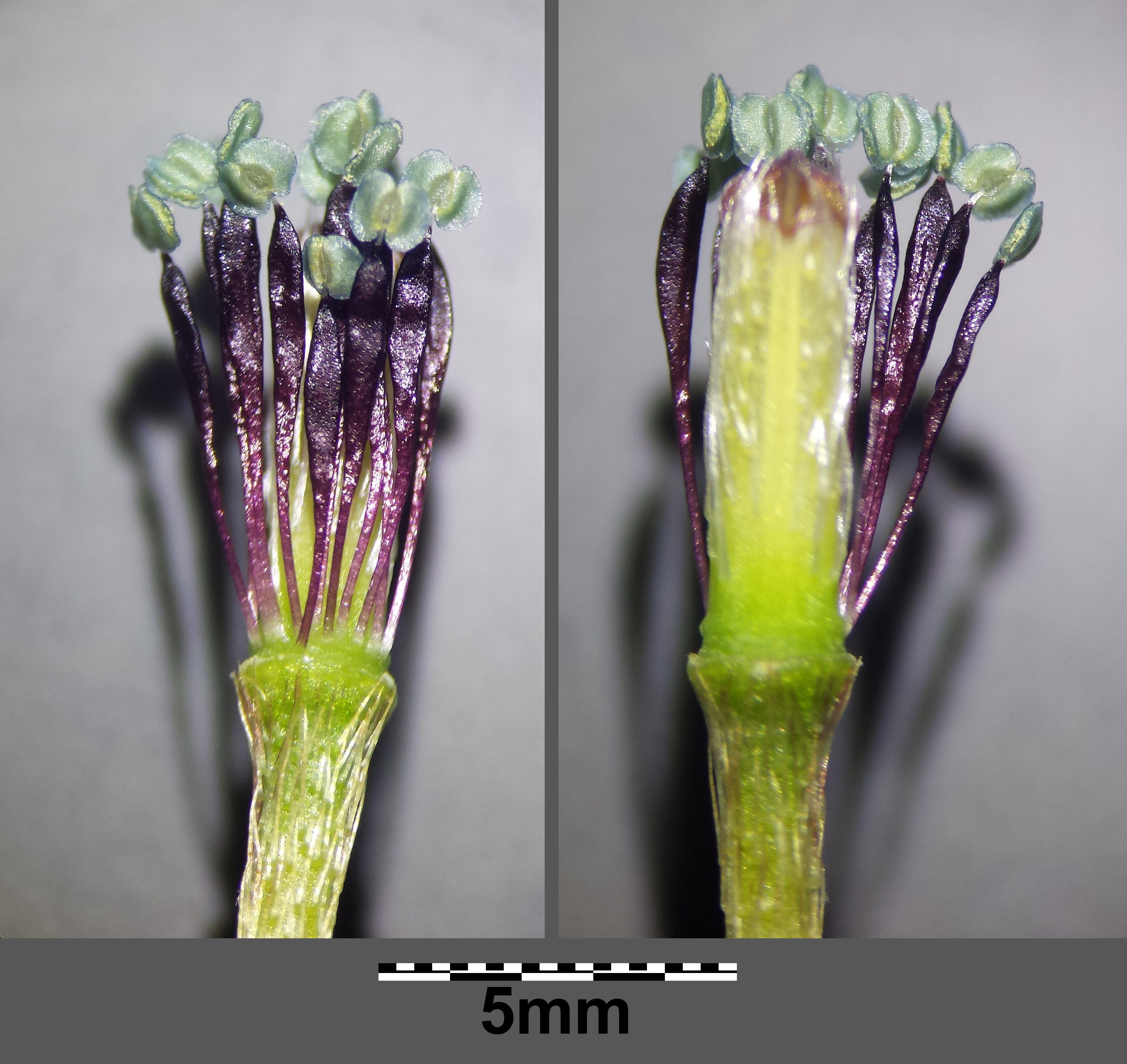
Frucht und Staubfäden. Die Staubfäden sind nach oben hin deutlich keulig verbreitert.

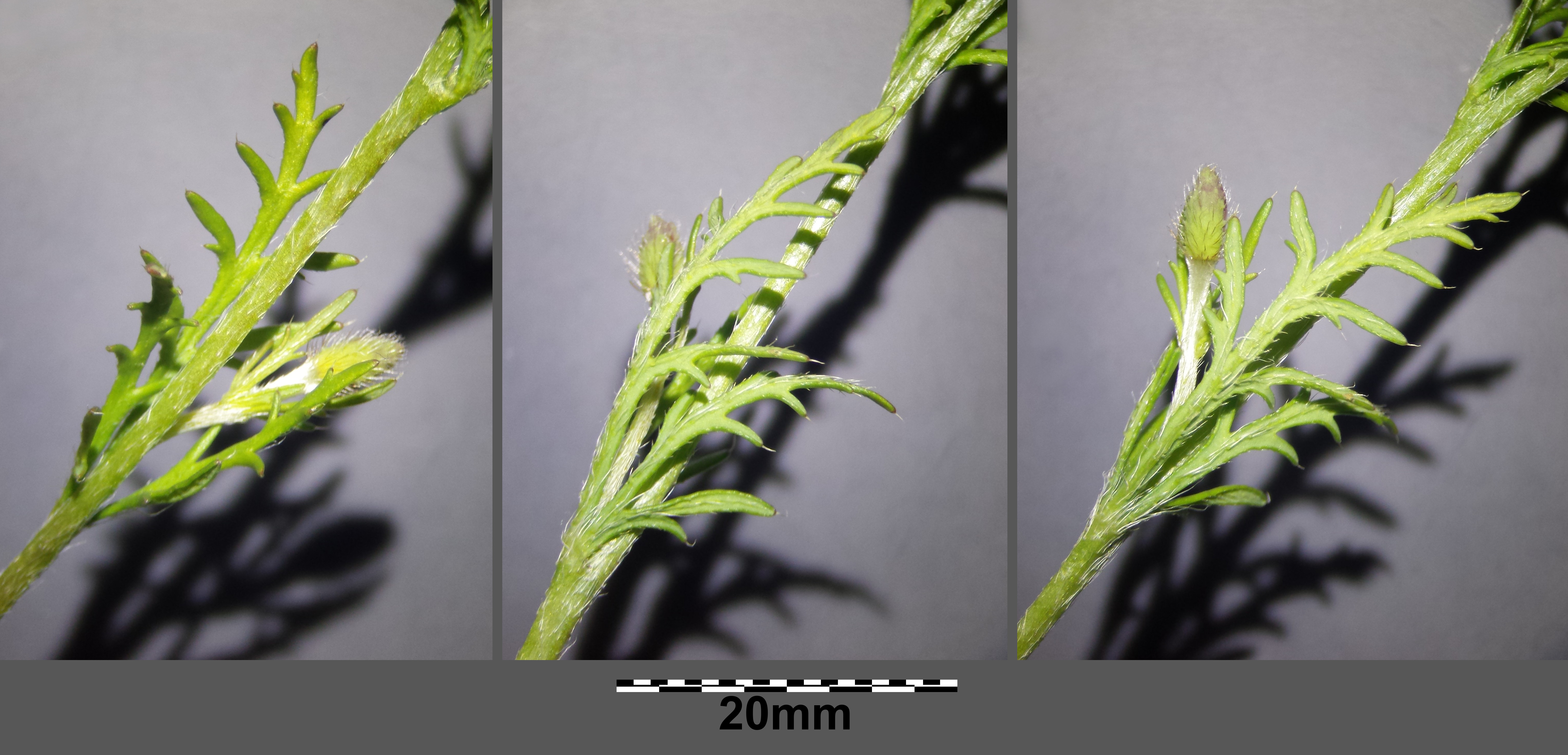
Stängel mit Laubblatt

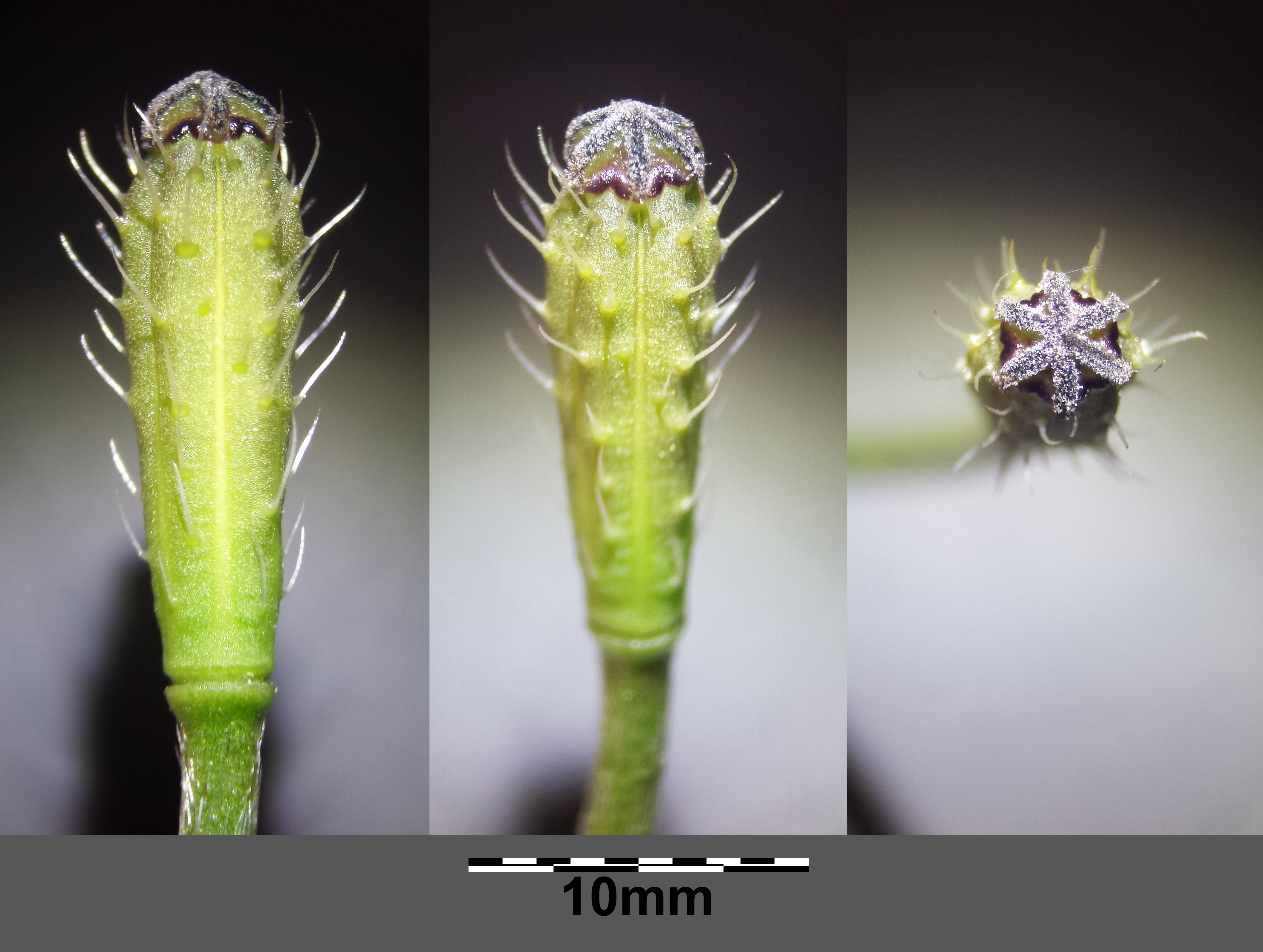
Die Kapselfrüchte sind borstig behaart und deutlich gerippt.

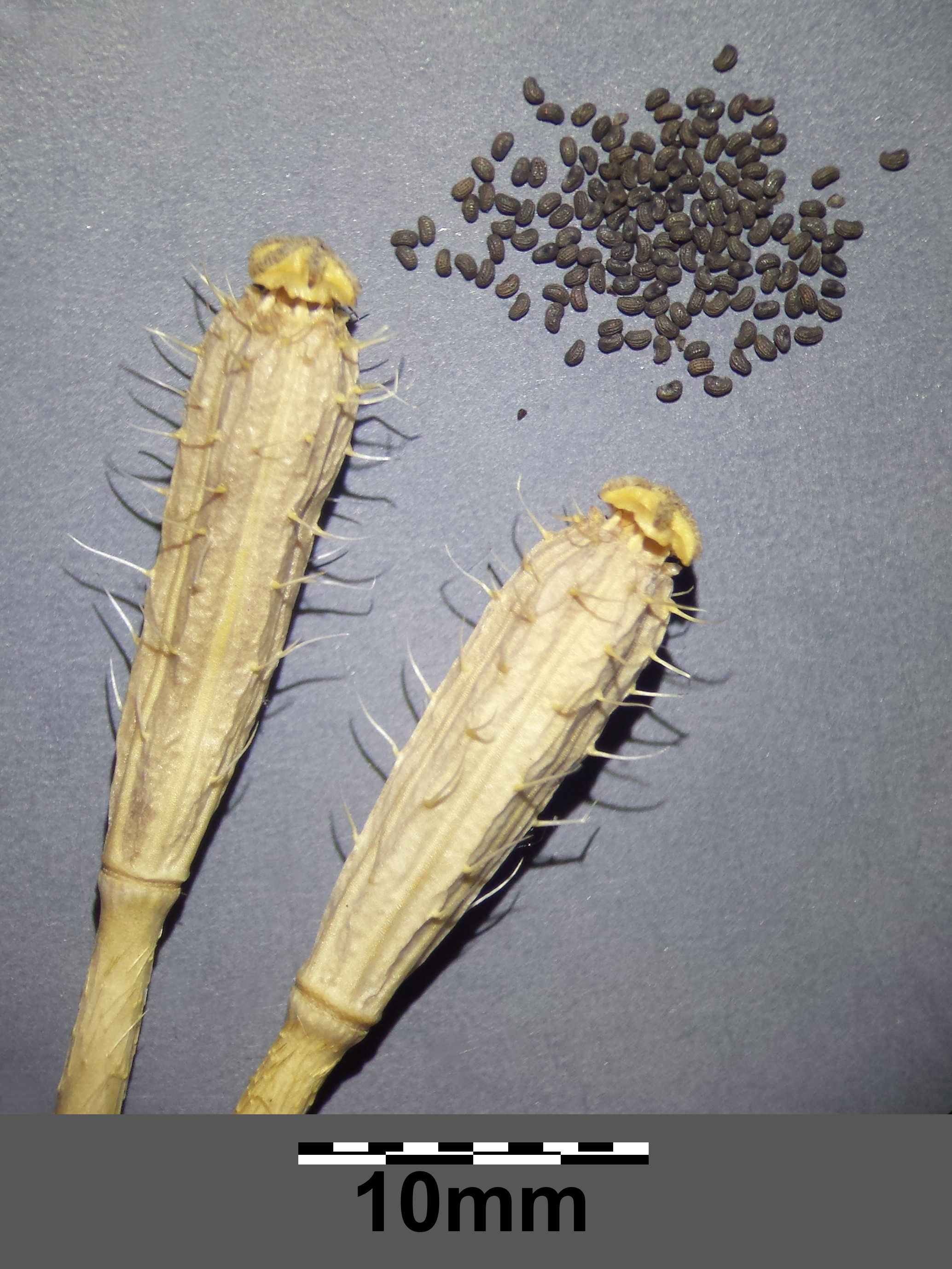
Früchte mit Samen

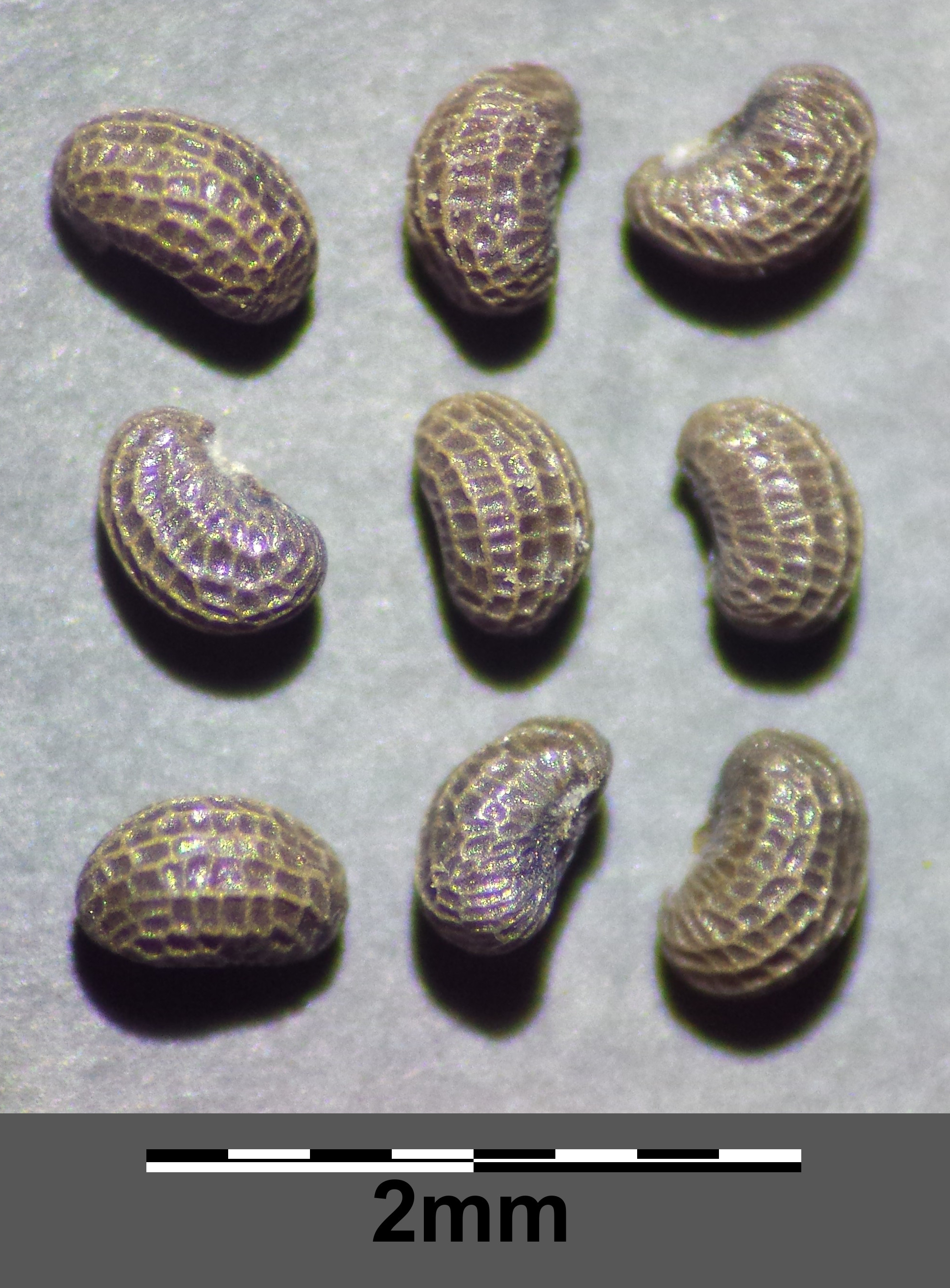
Samen

### Vegetative Merkmale
Der Sand-Mohn wächst als ein-, selten auch überwinternd grüne zweijährige krautige Pflanze und erreicht Wuchshöhen von 15 bis 30 Zentimetern. Der Stängel ist aufrecht oder aufsteigend, beblättert und anliegend mit 1,5 bis 3 Millimeter langen, borstigen Haaren besetzt. Die unteren Laubblätter sind gestielt, die mittleren und oberen mit schmalem Grund sitzend. Die Blattspreiten sind ein- bis dreifach fiederteilig und besitzen bis zu 3 Millimeter breite, meist zerstreut behaarte, spitze Zipfel und sind etwa 12 (bis 20) Zentimeter lang.

### Generative Merkmale
Die Blütezeit reicht von Mai bis Juli. Die zwittrigen Blüten sind radiärsymmetrisch und vierzählig. Die zwei Kelchblätter fallen beim Öffnen der Blütenknospen ab. Die vier Kronblätter sind dunkelrot, 1,2 bis 2,5 Zentimeter lang und besitzen am Grund einen schwarzen Fleck. Die Staubbeutel sind dunkelviolett gefärbt.
Die Kapselfrucht ist keulenförmig, allmählich in den Stiel verschmälert und mit hellen, 1,5 bis 3 Millimeter langen, einfachen, borstigen Haaren besetzt. Es sind meist vier bis acht Narbenstrahlen vorhanden. Der Deckel der Frucht ist zur Reifezeit gewölbt.
Die Chromosomenzahl beträgt 2n = 40 oder 42.

## Ökologie
Beim Sand-Mohn handelt es sich um einen mesomorphen Therophyten.
Die Bestäubung erfolgt durch Insekten. Die Kapselfrüchte sind Windstreuer (Windausbreitung) und wegen der zur Reifezeit abstehenden Borstenhaare auch Tierstreuer.

## Vorkommen
Papaver argemone ist ein mediterranes bis submediterranes Florenelement. Papaver argemone ist hauptsächlich im Mittelmeerraum weitverbreitet. Nordwärts ist sie bis Mittelschweden eingebürgert oder verschleppt.
Der Sand-Mohn ist im Norden und in der Mitte Deutschlands verbreitet, nach Süden jedoch selten vorkommend. In Österreich ist er selten und gefährdet, in der Schweiz kommt er zerstreut vor. Der Sand-Mohn ist wohl während der Jungsteinzeit mit dem Getreideanbau nach Mitteleuropa gelangt.
Der Sand-Mohn wächst in Getreideunkrautgesellschaften, seltener auch in Schuttunkrautgesellschaften. Er ist in Mitteleuropa Kennart der Assoziation Papaveretum argemonis (Sandmohn-Gesellschaft) aus dem Verband Aperion spicae-venti. Der Sand-Mohn gedeiht am besten auf mäßig sauren, kalkfreien, auch sandigen Lehmböden. Er steigt im Kanton Wallis bis 1900 Meter Meereshöhe auf.
Die ökologischen Zeigerwerte nach Landolt et al. 2010 sind in der Schweiz: Feuchtezahl F = 1+ (trocken), Lichtzahl L = 4 (hell), Reaktionszahl R = 3 (schwach sauer bis neutral), Temperaturzahl T = 4+ (warm-kollin), Nährstoffzahl N = 4 (nährstoffreich), Kontinentalitätszahl K = 4 (subkontinental).

## Taxonomie
Die Erstbeschreibung erfolgte 1753 unter dem Namen (Basionym) Papaver argemone durch Carl von Linné in Species Plantarum, S. 506. Synonyme für Papaver argemone L. sind: Roemeria argemone (L.) C.Morales, Papaver arvense Borkh., Papaver micranthum Boreau, Papaver argemone subsp. micranthum (Boreau) Nyman.